# ورنو دئ ملگری
ورنو دئ ملگری (به ایتالیایی: Varano de' Melegari) یک کومونه در ایتالیا است که در استان پارما واقع شده‌است.

## خصوصیات
ورنو دئ ملگری ۶۴٫۴ کیلومترمربع مساحت و ۲٬۵۹۸ نفر جمعیت دارد و ۱۹۰ متر بالاتر از سطح دریا واقع شده‌است.